# TOKYO青春映画祭
TOKYO青春映画祭（とうきょうせいしゅんえいがさい、英：TOKYO Youth Film Festival、TYFF）は、毎年初夏に東京で開催される映画祭。

## 概要
つんく♂総指揮、世界で唯一の青春映画に特化した短編映画祭であり、世界の青春映画が集まる映画祭となっている。
つんく♂が運営するクリエイターズコミニティ「つんく♂エンタメサロン」に集まる有志メンバーが主体で、「中2」が主人公の「中2映画」の制作を発表し、「中2に見えるヒロイン」を募集し、始まった「中2映画プロジェクト」として3本の短編作品を製作する中でコミニティ内だけでなく、様々なクリエイターとの交流の場として第一回を2021年7月17日に渋谷ユーロライブにて行った。

## TOKYO青春映画祭2021
| 賞                     | 作品名           |
| ---------------------- | ---------------- |
| グランプリ             | 「消しかすの花」 |
| 準グランプリ           | 「雨のまにまに」 |
| 審査員特別賞           | 「SMILE」        |
| 最優秀青春賞（観客賞） | 「SMILE」        |

| 賞               | 受賞者          | 作品名             |
| ---------------- | --------------- | ------------------ |
| 最優秀監督賞     | 内田英介 監督   | 「雨でも晴れる」   |
| 最優秀シナリオ賞 | 笠原ちゃこ 監督 | 「ブスの法則」     |
| 最優秀女優賞     | 光石桔梗        | 「雨でも晴れる」   |
| 最優秀女優賞     | 園田あいか      | 「SMILE」          |
| 最優秀男優賞     | 陣慶昭          | 「消しかすの花」   |
| 最優秀助演賞     | 佐々木このみ    | 「ブスの法則」     |
| 最優秀助演賞     | 峰平朔良        | 「アカリとマキコ」 |
| アイドル賞       | 園田あいか      | 「SMILE」          |
| アイドル賞       | 桜田ミレイ      | 「従姉妹協奏曲」   |

## TOKYO青春映画祭2022
2年目となった「中2映画プロジェクト」もオリジナル作品の製作数を3本から12本に、TOKYO青春映画祭2022は、6月4日・5日の2日間に拡大し、会場を原宿 ベルエポックホールに移し開催。この年から作品賞に「音楽賞」も加わった。更に「 最優秀女優賞」から「 最優秀ヒロイン賞」に変更。
| 賞                     | 作品名                             |
| ---------------------- | ---------------------------------- |
| グランプリ             | 「ねじけたつま咲き」               |
| 準グランプリ           | 「クチビルのはしっこ」             |
| 審査員特別賞           | 「あいつのブラジャーと僕のパンツ」 |
| 審査員特別賞           | 「ムリっ恋!」                      |
| 最優秀青春賞（観客賞） | 「怪獣少女」                       |
| 音楽賞                 | 「Believe」                        |
| 音楽賞                 | 「鯛を持って駆ける少女」           |
| 音楽賞                 | 「ムリっ恋!」                      |

| 賞               | 受賞者                   | 作品名                 |
| ---------------- | ------------------------ | ---------------------- |
| 最優秀監督賞     | 石川幸典 監督            | 「ねじけたつま咲き」   |
| 最優秀シナリオ賞 | 村田こけし・戸塚ヤスタカ | 「クチビルのはしっこ」 |
| 最優秀ヒロイン賞 | 中野マリア               | 「アイアム・ミー!」    |
| 最優秀男優賞     | 陣慶昭                   | 「アイアム・ミー!」    |
| アイドル賞       | 北川心愛                 | 「ムリっ恋!」          |
| 最優秀助演賞     | 桃山華瑛                 | 「懐台新書」           |
| 最優秀助演賞     | せら                     | 「アイマイミーマイン」 |

## TOKYO青春映画祭2023
3年目となった「中2映画プロジェクト」もオリジナル作品を7本製作し、総作品数22本へ。TOKYO青春映画祭2023は、7月15日・16日・17日の3日間、会場は原宿 ベルエポックホールにて「中2映画プロジェクト」作品の主題歌を歌唱するメンバーのステージなどエンタメステージを新設。更にAI元年ならではのAIボイスを活用した楽曲コンテスト。メタバースでの同時開催など規模も拡大。また「 最優秀ヒロイン賞」から「 最優秀女優賞」に変更。
| 賞           | 作品名                     |
| ------------ | -------------------------- |
| グランプリ   | 「いまさらキスシーン」     |
| 準グランプリ | 「グー然じゃないピース」   |
| 審査員特別賞 | 「学校の中のシマウマたち」 |
| 音楽賞       | 「神楽、舞う瞬間」         |
| 最優秀青春賞 | 「わたし、あなた」         |

| 賞               | 受賞者   | 作品名                     |
| ---------------- | -------- | -------------------------- |
| 最優秀監督賞     | BOW 監督 | 「いまさらキスシーン」     |
| 最優秀シナリオ賞 | 加藤大道 | 「生きる」                 |
| 最優秀シナリオ賞 | 相馬雄太 | 「ぼくときみの小さな勇気」 |
| 最優秀女優賞     | 西玲名   | 「グー然じゃないピース」   |
| 最優秀男優賞     | 長春駕   | 「ぼくときみの小さな勇気」 |
| 最優秀助演賞     | 松里音杏 | 「グー然じゃないピース」   |
| アイドル賞       | 原田真緒 | 「いまさらキスシーン」     |

## 授賞式
| 回 | 会場                   | 登壇    | ゲスト   | プレゼンター | プレゼンター |
| -- | ---------------------- | ------- | -------- | ------------ | ------------ |
| 1  | 渋谷ユーロスペース     | つんく♂ | 青山倫子 | 吉田豪       | 劔樹人       |
| 2  | 原宿ベルエポックホール | つんく♂ | 安達祐実 | 吉田豪       |              |
| 3  | 原宿ベルエポックホール | つんく♂ | 加藤諒   | 倉本美津留   | 篠崎愛       |
| 4  | 原宿ベルエポックホール | つんく♂ | 平岡真也 | 波多野匡記   | 小笠原淳     |

## TOKYO青春映画祭2024
4年目となった「中2映画プロジェクト」もオリジナル作品を4本製作（長編1本）し、総作品数26本へ。TOKYO青春映画祭2024は、7月13日・14日・15日の3日間、会場は原宿 ベルエポックホールにて開催。また3分以内の「超ショートショート部門」を創設。更にタイ王国からの招致作品も上映された。
| 賞           | 作品名                           |
| ------------ | -------------------------------- |
| グランプリ   | 「クジラの背中で話すコト」       |
| 準グランプリ | 「ふたりの吉田」                 |
| 審査員特別賞 | 「フューチャー！フューチャー！」 |
| 最優秀音楽賞 | 「泥棒に選ばれし煩悩の教師」     |
| 最優秀青春賞 | 「モテ気」                       |

| 賞               | 受賞者   | 作品名                         |
| ---------------- | -------- | ------------------------------ |
| 最優秀女優賞     | 伊沢 晶  | 「8251」                       |
| 最優秀男優賞     | 黒須暁斗 | 「大食い大好き大石さん」       |
| 最優秀アイドル賞 | 松里音杏 | 「モテ気」                     |
| 最優秀助演賞     | 香村奈保 | 「青の灯」                     |
| 最優秀監督賞     | 安田幸平 | 「いか、くじら、たこ、わたし」 |
| 最優秀シナリオ賞 | 加瀬百   | 「モテ気」                     |

| 賞         | 作品名               |
| ---------- | -------------------- |
| グランプリ | 恋泡水（コイソーダ） |

| イベントの種類               | 映画祭                    |
| 通称・略称                   | TYFF                      |
| 正式名称                     | TOKYO青春映画祭           |
| 開催時期                     | 毎年初夏                  |
| 初回開催                     | 2021年                    |
| 会場                         | 渋谷・原宿                |
| 企画・製作・著作             | TNX株式会社               |
| 主催                         | TOKYO青春映画祭実行委員会 |
| プロジェクトリーダー         | 福井拓未                  |
| プロジェクトサブリーダー     | 佐藤尚之                  |
| 会場制作                     | ELI先生（悪女時代）       |
| 構成・演出                   | 中島翔                    |
| プロデューサー               | 中谷健太                  |
| ゼネラルマネージャー         | 生方信堂                  |
| エグゼクティブプロデューサー | つんく♂                   |